# Roma, ciudad abierta
Roma, ciudad abierta (Roma, città aperta ) es una película italiana dirigida por Roberto Rossellini en el año 1945. Junto con Ladrón de bicicletas, es considerada la obra maestra del neorrealismo italiano.

## Argumento
La acción se desarrolla en Roma, durante la ocupación nazi, entre 1943 y 1944. Se inspira en la historia verídica del sacerdote y partisano Giuseppe Morosini, torturado y fusilado en 1944 por los nazis por ayudar a la Resistencia.
En la Roma de 1943 y 1944, se entretejen las historias de varias personas relacionadas con la Resistencia. Durante la ocupación, el padre Pietro protege a los partisanos y, entre otros, da asilo a un ingeniero comunista: Manfredi. Pina, una mujer de pueblo, está de novia con un tipógrafo que lucha en la resistencia. Cuando la policía lo arresta, Pina corre desesperadamente tras el camión que se lo lleva, pero cae asesinada por una ráfaga de ametralladora ante los ojos de su hijo. Poco después, también el padre Pietro y el ingeniero -este traicionado por su examante drogadicta- son arrestados. Manfredi muere por las atroces torturas que le infligen los alemanes para que revele el nombre de sus compañeros de resistencia. El padre Pietro corre la misma suerte: lo fusilan en presencia de los niños de la parroquia, entre los cuales se encuentra el hijo huérfano de Pina.

## Producción
Rossellini comenzó a trabajar en el guion en agosto de 1944, a solo dos meses de terminar la ocupación alemana, con la colaboración de Federico Fellini y de Sergio Amidei. Según sus propias palabras, estaba movido por una fuerte necesidad de narrar los acontecimientos recientes, y literalmente salió a la calle a buscar historias (el argumento está basado en parte en sucesos reales). Comenzó a rodarse en enero de 1945, tanto en estudios como en locaciones de la ciudad devastada, siendo esto último algo que caracterizaría al neorrealismo. También sería característico el empleo de actores extraprofesionales: de los actores de Roma, ciudad abierta, solo eran de la profesión Anna Magnani y Aldo Fabrizi.
Roma, ciudad abierta se empezó a rodar en una situación y condiciones precarias. Rossellini utilizó negativo de 35mm de algunos fotógrafos, muchas escenas se tuvieron que iluminar con focos de luz amarillenta. Además, no se pudo grabar el sonido en el momento de la grabación por lo cual la película se filmó sin sonido, como una película muda y posteriormente se añadió todo el sonido y voces en estudios de doblaje. Se utilizaron decorados lo que marcaría el cine neorrealista posterior. Se grabara mucho en exteriores reales y poco estudio, decisión que profundiza y muestra la idea de que el relato es el pueblo.

## Escenario
Los cineastas italianos de la posguerra apreciaban mucho la capital italiana, Roma, y era habitual que la utilizasen como escenario y protagonista. Ejemplo de esto es Roma, ciudad abierta.
La ciudad posee una gran presencia e importancia a lo largo del filme, y es que nos cuenta cómo se vivió en la capital italiana en ese momento histórico de gran importancia tanto a nivel político y social a través de la observación y la representación de la vida corriente. Observamos la situación en la que Roma se encontraba entre los años 1943 y 1944 durante la ocupación de la Alemania nazi. En gran parte del largometraje vemos las calles devastadas de Roma y muchos lugares emblemáticos de la ciudad como la iglesia de la Trinitá dei Monti en Piazza di Spagna o la cúpula de la Basílica de San Pedro del Vaticano en la escena final.

## Banda sonora
La banda sonora es una partitura original de orquesta de metal. Está compuesta por Renzo Rossellini. Incluye cuatro cortes de viento: el “Tema principal” (melodía de trompetas chillonas e insistentes bajos de tubas), el “Tema final” (sombrío, fúnebre y desolador), el “Tema de la muerte” (breve descripción de la muerte por paro cardíaco) y el “Tema de la liberación” (esperanza combinada con alegría y dolor). También añade dos fragmentos de música para piano, de Franz Schubert, y pasajes de acompañamiento de música cubana, angloamericana y de jazz.

## Recepción
En su lanzamiento, la película fue censurada en Italia. En Estados Unidos se recortó, su duración se redujo en un cuarto de hora. En Argentina se quitó de la cartelera sin ninguna explicación por una orden anónima del gobierno en 1947. En la Alemania Occidental estuvo prohibida desde 1951 hasta 1960.

## Objetivo
Esta película nació en respuesta a esa necesidad que había de mostrar la Italia de la época, con todo el hambre, las injusticias y la pobreza de los italianos. Ahí encontramos el compromiso social, por el cual se abandona el objetivo de mostrar una realidad falsa hasta entonces contada.
El objetivo principal de la película, perteneciente al neorrealismo italiano, era mostrar, denunciar y crear consciencia sobre lo vivido, sin tener que manipular la historia. Rossellini trataba de mostrar la vida en el cine, pero siguiendo una estructura narrativa para diferenciarlo del cine documental. Rossellini lo explica con sus palabras: “Dar su exacto valor a cualquier cosa, significa conocer su sentido auténtico y universal. Todavía hay quien considera al realismo como algo externo, como una salida al exterior, como una contemplación de harapos y padecimientos. El realismo, para mí, no es más que la forma artística de la verdad. Cuando se reconstruye la verdad, se obtiene la expresión. Si es una verdad de pacotilla, se advierte su falsedad y no se logra la expresión”.
Por lo tanto, el objetivo de la película es mostrar el panorama histórico, ya que lo que exponen es la compleja situación de la Italia de esos años. Observamos que se aleja de los métodos de las industrias cinematográficas de Hollywood, debido a que quería mostrar el sentir colectivo de la sociedad italiana, que necesitaba ver en la gran pantalla la realidad de su tiempo. También se aleja del cine italiano anterior, de ese estilo descaradamente propagandístico o de comedias románticas con final feliz, que hasta entonces había impuesto la Italia fascista, ya que quería mostrar la realidad, esas condiciones sociales más auténticas y humanas.
Esta película se usa en Italia como un medio para plasmar la realidad, ya que muestra todos esos problemas y el sufrimiento por las que pasaba el pueblo italiano, la gente trabajadora, la cual tiene una gran importancia en el filme, ya que observamos sus vivencias cotidianas con la misma importancia que podrían tener los hechos heroicos del protagonista de una superproducción americana. Es decir, esta película se preocupa por esos individuos normales, ciudadanos italianos que están pasando por la situación tan mala del país. Esto hizo que el público se identificase más con ellas que con el cine estadounidense o el de propaganda fascista.

## Reparto
- Aldo Fabrizi: don Pietro Pellegrini.
- Anna Magnani: Pina.
- Marcello Pagliero: Giorgio Manfredi, alias Luigi Ferraris.
- Vito Annicchiarico: Marcello, hijo de Pina.
- Nando Bruno: Agostino, el sacristán.
- Harry Feist: Major Bergmann.
- Giovanna Galletti: Ingrid.
- Francesco Grandjacquet: Francesco.
- Eduardo Passarelli: el sargento de policía del barrio.
- Maria Michi: Marina Mari.
- Carla Rovere: Lauretta, hermana de Pina.
- Carlo Sindici: el comisionado de policía.
- Joop van Hulzen: el capitán Hartmann.
- Ákos Tolnay: el desertor austriaco.

## Premios
19.ª edición de los Premios Óscar
| Categoría   | Candidatos                       | Resultado |
| ----------- | -------------------------------- | --------- |
| Mejor guion | Sergio Amidei y Federico Fellini | Nominados |

Premios del Círculo de Críticos de Cine de Nueva York
| Categoría                           | Resultado |
| ----------------------------------- | --------- |
| Mejor película en lengua extranjera | Ganadora  |

Festival Internacional de Cine de Cannes de 1946
| Sección         | Premio      | Resultado |
| --------------- | ----------- | --------- |
| Sección oficial | Gran Premio | Ganadora  |